# Chaetodon flavirostris
Chaetodon flavirostris е вид бодлоперка от семейство Chaetodontidae. Видът не е застрашен от изчезване.

## Разпространение и местообитание
Разпространен е в Австралия, Американска Самоа, Вануату, Ниуе, Нова Каледония, Остров Норфолк, Острови Кук, Питкерн, Самоа, Соломонови острови, Тонга, Уолис и Футуна, Фиджи и Френска Полинезия.
Обитава океани, морета, лагуни и рифове в райони с тропически климат. Среща се на дълбочина от 1,5 до 18 m, при температура на водата от 22,5 до 25,7 °C и соленост 35,3 – 35,6 ‰.

## Описание
На дължина достигат до 20 cm.
Популацията на вида е стабилна.